# Peter Elgaß
Peter Elgaß (* 7. Februar 1953 in Hameln) ist ein deutscher Journalist, Redakteur und Verleger in Immenstadt/Allgäu.

## Leben
Elgaß wuchs als ältester von drei Brüdern im Allgäu auf. Nach Abschluss der Realschule in Eckarts (Immenstadt) absolvierte 1969 bis 1972 eine Berufsausbildung zum Schriftsetzer und besuchte danach die Berufsaufbauschule (BAS). Von 1974 bis 1975 arbeitete er im Pressewesen der Bundeswehr bei der Truppenzeitschrift HEER. Es folgte ein Volontariat in München. Von 1977 bis 1989 war er Redakteur beim Münchner Merkur und Chef vom Dienst bei diversen Zeitschriften im Ringier-Verlag, unter anderem bei Alpin und Fliegermagazin.
1990 gründete er mit seinem Bruder Stefan Elgaß die Medien-Entwicklungsredaktion PSE-Redaktionsservice in Geretsried. Aus dieser Entwicklungsredaktion entstanden die Zeitschriften Metallbau (Callwey-Verlag), das BallonSport-Magazin sowie das Metallgestalter-Magazin HEPHAISTOS – in Anlehnung an Hephaistos, laut griechischer Mythologie der Gott des Feuers und der Schmiede.

## Verlegerische Tätigkeiten
Im Jahr 1995 trennten sich die Brüder: Peter zog es zurück ins Allgäu, wo er sich durch die Mitnahme der HEPHAISTOS-Redaktion verlegerisch auf den gestaltenden Bereich des Metallhandwerks konzentrierte, während Stefan als Verleger (unter anderem des Metallfachmagazins metall-markt.net sowie des Aluminiumkuriers) in Geretsried tätig blieb.
Der Verlag HEPHAISTOS entwickelte sich zum international agierenden Fachverlag im Bereich Metallgestaltung. 1999 erwuchs daraus die Jahrbuchreihe MetallDesign, in der pro Ausgabe fünf bis zehn internationale Metallgestalter, deren Werke und Entwicklungen porträtiert werden.
Ab dem Jahr 2006 sollte die EDITION ALLGÄU den Verlag um einen regional ausgerichteten Zeitschriften- und Buchverlag ergänzen, unter anderem bedingt durch die enge Zusammenarbeit mit dem Heimatbund Allgäu und die daraus resultierende Mitgliederzeitschrift HEIMAT ALLGÄU. In den Folgejahren wurde das Portfolio um weitere Regionalzeitschriften und Gästemagazine ergänzt. Hinzu kommen weitere Neuveröffentlichungen; unter anderem die historischen Allgäu-Bildbände der Sonthofer Fotografin Lala Aufsberg, mehrere Allgäu-Kalender, Romane, Kinderbücher bis hin zu großformatigen Bildbänden mit dem Schwerpunkt Allgäu.
Peter Elgaß war für die meisten Veröffentlichungen sowohl im Verlag HEPHAISTOS als auch der EDITION ALLGÄU nicht nur als Verleger, sondern auch als Chefredakteur verantwortlich. Im Jahr 2020 verließ Elgaß altersbedingt das von ihm gegründete Verlagshaus. Dieses wurde daraufhin von Mitarbeitern übernommen und seit 2021 als Medienunternehmen weitergeführt.

## Kommunalpolitik
Von 2008 bis 2020 war Elgaß Mitglied im Stadtrat von Immenstadt, Vorsitzender der SPD-Fraktion sowie zeitweise Kultur-, Tourismus- und Wirtschaftsreferent.

## Förderung des Schmiedehandwerks
Neben der Herausgabe und jahrelanger redaktioneller Leitung der Schmiedefachzeitschrift HEPHAISTOS und MetallDesign war Elgaß Teilnehmer an zwei Weltkongressen der Schmiede in Aachen und Cloppenburg. Seit 1994 war er Mitglied im Internationalen Fachverband Gestaltender Schmiede (IFGS), ab 2007 auch im Präsidium des Verbandes. 1996 beschäftigte er sich zusammen mit Walter Still mit der Organisation des ersten Bayerischen Schmiede- und Metallgestaltertreffens in Kolbermoor (Oberbayern). Es folgte eine Weiterentwicklung der Veranstaltung zur Biennale der Schmiede in Kolbermoor mit großer internationaler Beteiligung.
Im Jahr 2000 beteiligte er sich an der Gründungsinitiative für den Ring der Europäischen Schmiedestädte e.V. (Ring of the European Cities of Iron Works), 2001 war er Gründungsmitglied der internationalen Vereinigung in Olbernhau, seither ist er Fachbeirat im Präsidium des Rings.

## Ehrung
Für sein Engagement für die Förderung des Schmiedehandwerks auf nationaler wie internationaler Ebene, im kommunalpolitischen Bereich und um die Heimatpflege im Allgäu wurde Peter Elgaß am 9. September 2020 mit dem Verdienstkreuz am Bande des Verdienstordens der Bundesrepublik Deutschland ausgezeichnet. 
Am 13. Mai 2022 wurde er für seine Verdienste um die Heimatpflege und als Allgäu-Verleger von der Dr. Eugen Liedl-Stiftung mit dem Pro Suebia-Preis bedacht.

## Publikationen

### Bücher
- 1990: Upside Down. Faszination und Technik des Kunstflugs (Mitautor). ISBN 978-3-517-01212-4.
- 1993–2010: Diverse Begleitkataloge zu Ausstellungen des Internationalen Fachverbandes Gestaltender Schmiede e.V.
- 1999: Alfred Habermann – Schmied und Gestalter. ISBN 978-3-931951-08-5.
- 2000: Tierisch – Abstrakt: Internationale Metallgestalter-Ausstellung, Bad Aibling, ISBN 978-3-931951-11-5.
- 2003: Leben und Arbeiten am Wasser: Katalog zur Euregio-Ausstellung in Immenstadt 2002, ISBN 978-3-931951-17-7
- 2007: Lala Aufsberg: Landschaften, Menschen, Momente, Heimatbund Allgäu e.V., von Michael Wöll, Hilmar Sturm, Peter Elgass, ISBN 978-3-931951-27-6.
- 2007: Udo Vogel: Metallkunst. ISBN 978-3-931951-30-6.
- 2009: Naturpark Nagelfluhkette: Natur, Kultur und Menschen im Allgäu und in Vorarlberg. ISBN 978-3-931951-41-2.
- 2010: Lala Aufsberg: Historische Bilder aus dem Allgäu. ISBN 978-3-931951-44-3.
- 2011: MITTENDRIN: Der Metallgestalter Alfred Bullermann. ISBN 978-3-931951-57-3.
- 2012: METALLes: Metallgestalter Hans-Ueli Baumgartner. ISBN 978-3-931951-66-5.
- 2017: Dorfleben im Allgäu: Historische Bilder von Josef Weixler sen. ISBN 978-3-95805-027-3.

### JahrbuchreiheMetallDesign
- 1999–2021: (als Herausgeber und Autor)

### Zeitschriften
- 1992–2020: HEPHAISTOS: Internationale Fachzeitschrift für Schmiede und Metallgestalter; ISSN 0942-7511
- 1995–2020: BallonSport-MAGAZIN
- 2006–2020: HEIMAT ALLGÄU: Kultur, Brauchtum, Natur und Freizeit – Nachrichten aus dem Allgäu; ISSN 0948-6593
- 2012–2020: ALPSOMMER & Viehscheid: Allgäuer Lebensart, Tradition und Freizeit
- 2012–2020: NAGELFLUH: Das Naturparkmagazin
- 2013–2020: wandern & genießen: Magazin zum Allgäuer Wandersommer
- 2012–2020: allgäuALTERNATIV: Regionale Berichte zu Energiezukunft und Klimaschutz